# ليزا لو
ليزا لو (بالإنجليزية: Lisa Lu)‏ (و. 1927  م) هي موسيقية، وممثلة مسرحية، وممثلة تلفزيونية أمريكية، ولدت في بكين.

## التعليم
تعلمت في الجامعة الوطنية تشياو تونغ، وجامعة القديس يوحنا، وجامعة هاواي.

## جوائز
حصلت على جوائز منها:
- جائزة الحصان الذهبي لأفضل ممثلة رائدة  [لغات أخرى]‏، عن عمل: The Empress Dowager [الإنجليزية]‏ (1974)[3]
- جائزة الحصان الذهبي لأفضل ممثلة رائدة  [لغات أخرى]‏، عن عمل: The Arch (film) [الإنجليزية]‏ (1971).[4]

## وصلات خارجية
- ليزا لو على موقع IMDb (الإنجليزية)
- ليزا لو على موقع روتن توميتوز (الإنجليزية)
- ليزا لو على موقع قاعدة بيانات الأفلام العربية
- ليزا لو على موقع ألو سيني (الفرنسية)
- ليزا لو على موقع أول موفي (الإنجليزية)
- ليزا لو على موقع قاعدة بيانات الأفلام السويدية (السويدية)
- ليزا لو على موقع قاعدة بيانات الفيلم (الإنجليزية)
- ليزا لو على موقع كينوبويسك (الروسية)